# Sveti Martin (Buzet)
Pour les articles homonymes, voir Sveti Martin.
Sveti Martin (en italien : San Martino Pinguentino) est une localité de Croatie située en Istrie, dans la municipalité de Buzet, dans le comitat d'Istrie. En 2001, la localité comptait 798 habitants.

## Démographie
| 1948 | 1953 | 1961 | 1971 | 1981 | 1991 | 2001 |
| ---- | ---- | ---- | ---- | ---- | ---- | ---- |
| 343  | 316  | 279  | 289  | 297  | 593  | 798  |